# ChorusOS
Chorus nasce come kernel basato sul modello ad attori. Ci sono due versioni: la versione multiprocessore, e la versione commerciale.

## Obiettivi
- l'efficienza della realizzazione,
- l'accesso trasparente alle risorse attraverso un server,
- l'eterogeneità di architetture e sistemi,
- il parallelismo di sistema ed applicazioni,
- il progetto di sistemi operativi con strategie utente,
- l'integrazione con tecniche object-oriented,
- il progetto di sistemi real-time.